# Warner 25 Anos - João Paulo & Daniel
Warner 25 Anos - João Paulo & Daniel é o quinto álbum de compilação da dupla sertaneja brasileira João Paulo & Daniel, lançado em 2001 pela Warner Music em comemoração aos 25 anos da gravadora.

## Faixas
| N.º | Título                                    | Compositor(es)                                 | Duração |  |
| 1.  | "Rosto Molhado"                           | Ronaldo Adriano / José Fortuna                 | 3:37    |  |
| 2.  | "Eu Me Amarrei"                           | Waldir Luz / Tivas                             | 3:21    |  |
| 3.  | "Estou Apaixonado (Estoy Enamorado)"      | Estéfano / Donato Poveda (versão: Carlos Colla | 4:41    |  |
| 4.  | "Gruda em Mim"                            | Peninha / Elias Muniz                          | 3:57    |  |
| 5.  | "A Loira do Carro Branco"                 | Paraíso / Jesus Belmiro                        | 3:33    |  |
| 6.  | "Aos Trancos e Barrancos"                 | Edinho da Mata / Matogrosso                    | 3:31    |  |
| 7.  | "Menina Manhosa"                          | João Paulo / Daniel                            | 3:38    |  |
| 8.  | "Fazenda São Francisco (Maior Proeza)"    | Paraíso / Jesus Belmiro                        | 3:06    |  |
| 9.  | "Amargurado"                              | Dino Franco / Tião Carreiro                    | 3:10    |  |
| 10. | "Te Amo Cada Vez Mais (To Love You More)" | David Foster / Edgar Bronfman                  | 5:23    |  |
| 11. | "Minha Estrela Perdida"                   | César Augusto                                  | 4:09    |  |
| 12. | "Acabou"                                  | Marcos Maceió / Waldir Luz                     | 3:54    |  |
| 13. | "Ela Tem o Dom de me Fazer Chorar"        | César Augusto / Piska                          | 4:06    |  |
| 14. | "Cuida de Mim"                            | Edinho da Mata / Silmara Pierine               | 3:44    |  |